# Camilla Battista da Varano
Camilla Battista da Varano   (Camerino, 9 d'abril de 1458 - Camerino, 31 de maig de 1524) va ser una princesa i una religiosa, mística, humanista i abadessa clarissa. És venerada com a santa per l'Església catòlica.

## Biografia
Camila va néixer fora del matrimoni a Camerino, filla natural de la noble Cecchina di Maestro Giacomo i de Giulio Cesare da Camila, el duc de Camerino. Va ser presentada i educada en l'esplendor de la cort. Tant el seu pare com la seva madrastra li agradaven molt, i va créixer en l'esplendor de la cort, rebent una educació noble (com a princesa) que incloïa gramàtica i retòrica.
Quan tenia 8 o 10 anys (aquí, l'autobiografia diu 9) Camila va escoltar un sermó del Divendres Sant predicat pel frare franciscà observant, Domenico de Leonessa, que més tard es va convertir en un dels seus molts confessors. Domenico havia acabat el seu sermó exhortant els seus oients a deixar anar una llàgrima per la passió de Crist. Aquest sermó va causar una profunda impressió sobre Camila. Més tard va prometre a Déu que vessaria una llàgrima d'amor per la passió de Crist cada divendres. Inicialment va trobar-ho molèstia, i intentaria esprémer una llàgrima, de vegades sense èxit, encara que després d'haver estat espremuda, ràpidament ho deixava per anar a jugar. Inicialment no tenia un estómac per les coses que estaven afiliades a la vida espiritual com les devocions, i es burlava dels frares i les monges.
Camila va perseverar en el seu vot, però, i un dia es va trobar un fullet que contenia una meditació sobre la Passió de Crist dividit en quinze parts (que es recitava com un Rosari) i començà a llegir-la tots els divendres, mentre estava de genolls davant d'un crucifix. També va començar altres pràctiques com ara el dejuni amb pa i aigua, mantenir vigílies nocturnes, que la va ajudar a que les seves llàgrimes fluïssin amb més llibertat. En aquest moment, va seguir passant el temps tocant música, cantant, ballant, passejant i fent altres activitats juvenils abundants en la vida de la cort que posteriorment veuria com a vanitats.
Durant la quaresma de 1479, Camila va escoltar un sermó del frare franciscà observant Francesco d'Urbino, a qui va qualificar com «la trompeta de l'Esperit Sant». Aquest sermó la va estrènyer profundament. Després d'un altre sermó del mateix frare (amb qui ella va correspondre secretament) en la festa de l'Anunciació, el 24 de març de 1479, va prendre un vot de castedat; tenia 21 anys en aquella època. En aquesta mateixa època, també va començar a sentir cada cop més veus a l'interior que li deia que la seva única esperança de salvació era convertir-se en monja.
A continuació Camila va tenir una amarga lluita interna, mentre tractava les burles i xafarderies dels membres de la cort, i el seu pare es va oposar inicialment al seu desig d'entrar a la vida consagrada, desitjant que es casés. Després de confessar els seus pecats a un cert frare Oliviero el dissabte de l'octava de Pasqua, el 17 d'abril de 1479, va decidir entrar al monestir de les Clarisses pobres a Urbino, que estava sota la reforma de l'estricta observança de l'ordre.
Durant els dos anys i mig abans d'entrar al monestir, va reportar haver mantingut converses molt profundes amb Crist, i de rebre moltes visites divines. Va afirmar que Jesús li havia donat "tres fragants lliris de primavera": un intens odi al món, una humilitat del cor i un ardent desig de suportar el mal. Va compondre la seva primera obra escrita en aquest moment, una Lauda (Lloança), que era sobre l'alegria que sentia en saber que Crist la va estimar. Va afirmar que una vegada va veure a Crist (en resposta al seu desig de veure'l), però només va veure l'esquena mentre s'allunyava. També va experimentar set mesos de greu malaltia física i depressió.

### Vida monàstica
Quan tenia 23 anys, el 24 de novembre de 1481, Camila va ingressar al monestir d'Urbino. Va descriure el pas en termes bíblics, que s'havia alliberat de l'esclavitud d'Egipte (referint-se al món) i de les mans del poderós faraó (referint-se al seu pare), que havia «creuat el Mar Roig» (va abandonar la vida de la cort) i es va «col·locar al desert de la religió santa» (entrat en un monestir).
Camila va fer la seva professió el 1483 i va afirmar que era un moment agredolc per a ella, ja que hi havia molta controvèrsia política i religiosa sobre la seva decisió de convertir-se en monja. Va ser durant la seva estada a Urbino que va escriure "Ricordi di Gesu", una meditació en forma d'una carta de Jesús a ella. Va intensificar les seves meditacions sobre la Passió i va reclamar endinsar-se en els dolors mentals del cor de Jesús.
El 4 de gener de 1484, Camila es va traslladar al nou monestir de Santa Maria Nuova a Camerino (situat prop del castell del seu pare), que havia estat restaurat pel seu pare per tenir la seva filla més a prop d'ell. El seu pare havia fet acords amb el vicari general dels Franciscans observants, sota l'autoritat del qual operaven les Clarisses pobres, i amb el Papa per tal de situar-la allí. Camila, però, es resistia a fer-ho i es traslladar només sota l'obediència.
Un dels punts més significatius de la vida espiritual de Camila es va produir llavors quan va tenir una visió de quinze dies de Santa Clara d'Assís. Ella va escriure que no va reconèixer la monja al principi, però després va saber que era Clara, la fundadora del seu orde, i l'experiència va fer que s'incrementés l'amor i la devoció a Santa Clara. Van passar uns dies després d'això quan va tenir una visió de dos querubins que la sostenien als peus sagnants de Crist (que es descriuen a continuació), que va durar dos mesos. Va tenir una altra visió seguida de l'amor de Déu, que després la va convèncer de la seva indignitat, i va demanar a Déu que continués sempre prostrada als peus de Crist. Els propers cinc anys, va escriure que estava plena de sofriment intern que li donava el desig de deixar el cos i estar amb Crist.
El 1488, Camilla va escriure "I dolori mentali di Gesu nella sua Passione" (Les penes mentals de Crist durant la seva passió), que va seguir les seves llargues meditacions sobre aquest tema. Va ser escrit com a meditació d'una monja anònima a la seva abadessa, i consisteix en Crist presentant vuit dels seus penediments: els maleïts, els elegits, la seva mare, Maria Magdalena, els apòstols, Judes, el poble jueu, i la ingratitud de Tota la creació.
Els següents cinc anys van ser aquells en què va experimentar una crisi espiritual. Ella va escriure que estava lluitant amb el dimoni, ja que sentia abandó i desolació mentre estava embruixada amb temptacions per rebel·lar-se contra Déu i per no creure les Escriptures. Durant aquest període, entre el 27 de febrer i el 13 de març de 1491, va compondre "Vita Spirituale", que va ser una llarga carta a Domenico de Leonessa (el predicador que havia inspirat les seves llàgrimes quan era nena). En la carta li va dir com havia inspirat la seva vida espiritual i li va expressar el seu agraïment. Ella pensava que aquest seria el seu últim testament abans de morir, però havia de viure durant altres 30 anys.
El 1492 va conèixer a Don Antonio, un monjo olivetà espanyol, que es va convertir en el seu director espiritual durant quatre anys. Va ser elegida abadessa del seu monestir en 1500 (havia estat nomenada Vicari en 1488), i va ser elegida de nou en 1507, 1513 i 1515.

### Marxa de Camerino
El 1501 el duc Giulio Cesare va ser excomunicat pel papa Alexandre VI per acollir enemics del papa i presumptament assassinar un cosí del Papa. Les forces papals, dirigides per Cèsar Borgia, van capturar Camerino el 1502 i ell i els seus fills van ser assassinats. La Mare Camila va fugir de la ciutat i va trobar refugi al poble d'Atri, a la regió dels Abruços, al Regne de Nàpols, amb la duquessa d'Amalfi, Isabella Piccolomini Todeschini, on es va allotjar fins a 1503 quan es va sentir segura per tornar a Camerino.

### Darrers anys
El 1505, el Papa Juli II va enviar a Camila a fundar un monestir a Fermo, on es va quedar durant dos anys.
En 1512, a través de la seva intervenció a San Severino Marche va detenir amb èxit l'execució de Napoleó de Camerino per assassinat. Camila va escriure al seu cunyat, Muzio Colonna, per demanar-li que deixés els habitants de Montecchio durant la seva expedició militar contra Fermo en 1515.
El 1521 Camila va viatjar a San Severino Marche per formar un monestir de monges que acabava d'adoptar la Regla de Santa Clara. Va escriure una carta al Vicari General dels Franciscans observants, Giovanni de Fano, a qui va dedicar la seva última obra escrita "Trattato della Purita di cuore". Va morir al seu monestir a Camerino durant una plaga el 31 de març de 1524 a l'edat de 66 anys.
Les restes de Camila es van dipositar a la cripta del Monestir de les Clarisses Pobres de Camerino.

## Veneració
Camila va ser beatificada pel papa Gregori XVI el 1843. El 17 d'octubre de 2010, el Papa Benet XVI la va canonitzar, juntament amb altres cinc.

## Escrits
Camila va escriure àmpliament. El seu treball inclou "Pregheria a Dio" (1488-1490), "Ricordi di Gesu" (1483-1491), Elogi de la Visió de Crist (1479-1481), i "Vita Spirituale" (1491), una autobiografia del 1466-1491 que es considera una "joia de l'art" i de la vida espiritual. En aquesta obra, descriu com dos serafins amb ales d'or se li van aparèixer, ja que van ser assignats per ajudar a entendre l'acció misteriosa de l'amor unitiu.
| «                                        | Em van venir dos àngels, vestits amb vestits blancs resplendents que només he vist usats per Jesús. Tenien ales d'or. Un d'ells va prendre la meva ànima des del costat dret, l'altre des del costat esquerre, i l'elevaren a l'aire, deixant-la prop dels peus crucificats del Fill de Déu fet Home. Aquest estat va durar gairebé dos mesos gairebé constantment; em sembla caminar, parlar i fer el que desitjava, sense tenir en compte la meva ànima. Va romandre allà on els dos Àngels l'havien col·locat, però mai l'abandonaren. ... Ells (els esperits celestes) em van declarar que eren tan íntims amb Déu que Déu no els separava mai. També em van explicar que els serafins eren així units als querubins en què cap d'ells podria anar sense l'altre a una ànima. | » |
| — Camila da Varano, "La vida espiritual" | |   |

Completat el 1488, el "Tractat sobre els sofriments mentals de Jesucrist nostre Senyor" (I Dolori mentale di Gesu nella sua passione), es considera una obra mestra. És en gran part una sèrie de traduccions de revelacions que va rebre.
També atribuïdes a Camila són tres breus composicions manuscrites, una carta breu dirigida al seu cunyat Muzio Colonna (1515), una Memòria que registra la seva primera trobada amb el monjo benedictí-olivetà Antonio de Segòvia (1492), un elogi en honor de la mort del franciscà observant Pietro da Mogliano (1491), a més de breus oracions, cartes, poemes, tractes i revelacions.
Camila va escriure en el dialecte de la regió de les Marques, tot citat l'escriptura en llatí, que conservava l'ús de la llengua en aquella època.
Els seus escrits van representar un punt culminant en la tradició de les clarisses, fent èmfasi en el seguiment del "Crist pobre i crucificat", articulat per sant Bonaventura com a marca de la vida franciscana, així com la unió mística amb Crist. Un element dels seus escrits no trobats a Santa Clara va ser el seu estrès en els patiments interns de Crist i la necessitat de patir el mal que li havia afectat.